# 斯普萊特斯特瑟冰川
斯普萊特斯特瑟冰川（英語：Splettstoesser Glacier）是南極洲的冰川，位於埃爾斯沃思地，全長60公里，流經赫里蒂奇嶺，最終注入明尼蘇達冰川，以冰川學家命名。
79°12′S 84°9′W / 79.200°S 84.150°W